# 朱善卿
朱善卿（1930年7月—2017年11月5日），江苏吴县人，中华人民共和国政治人物。

## 生平
1949年10月，加入共青团中央国际联络部。1950年至1968年，在团中央国际联络部工作，其间在世界民主青年联盟工作。1956年加入中国共产党。1969年至1972年，被下放“五七”干校劳动。1972年，任中共中央对外联络部八局处长。1978年10月至1983年3月，先后任团中央国际联络部副部长、部长。1983年4月，任中国国际交流协会代总干事。1984年8月，任中共中央对外联络部副秘书长。1985年12月，任中共中央对外联络部副部长。是第七、八届全国政协委员。2017年11月5日，因病在北京逝世，享年88岁。